# Kamienica przy ul. Webera 4 w Bytomiu
Kamienica przy ul. Webera 4 w Bytomiu (Hansa Haus) – kamienica z 1925 roku w Bytomiu.

## Historia

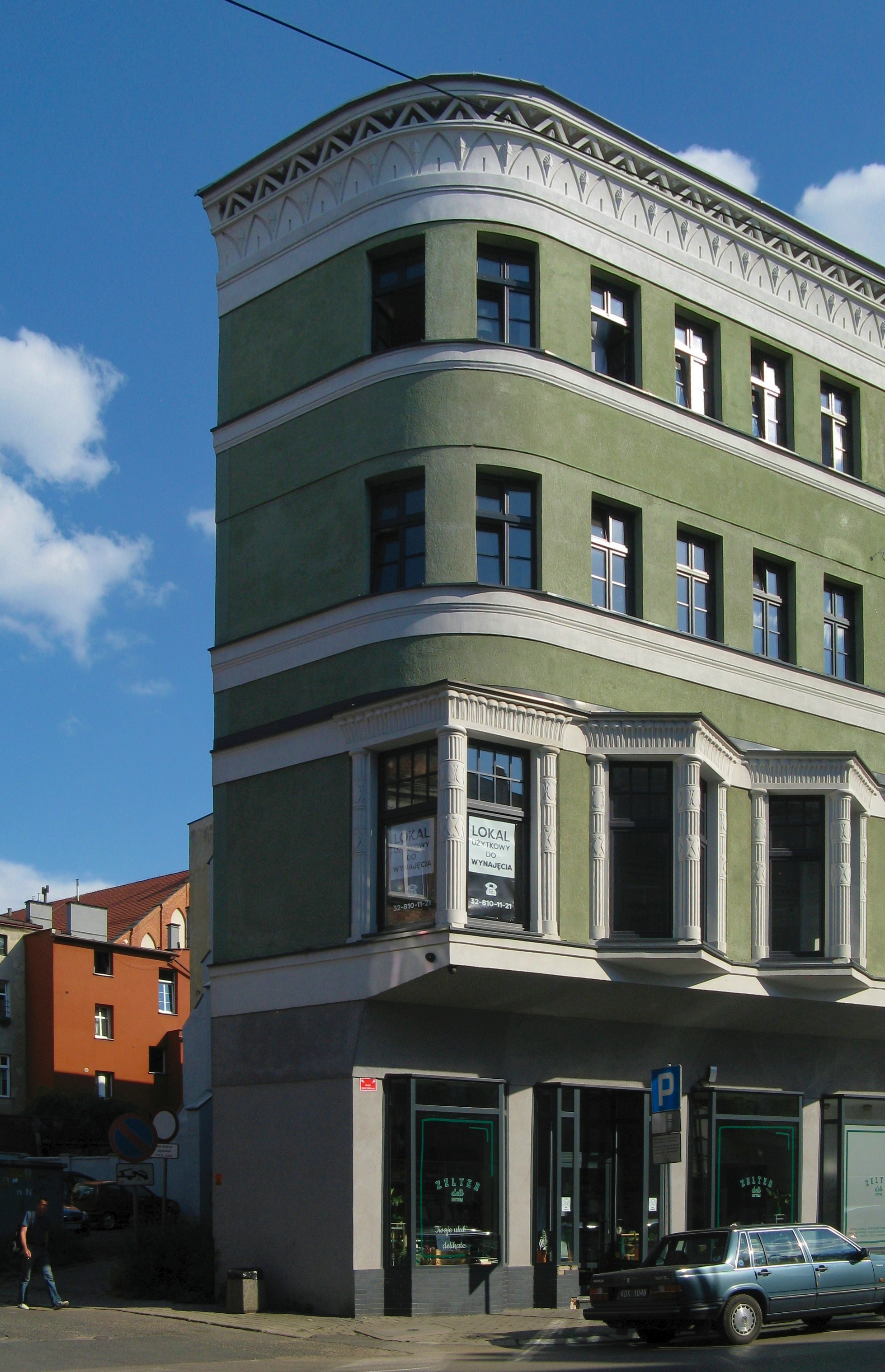
Widok od północnego zachodu (2020)

Kamienicę wybudowaną w 1925 roku zaprojektował mistrz murarski Felix Wieczorek, zarazem inwestor budowy i pierwszy właściciel obiektu. W dwudziestoleciu międzywojennym na parterze i pierwszym piętrze mieścił się dom handlowy, na wyższych kondygnacjach utworzono mieszkania. Na parterze znajdowały się również później lokale usługowe.
W 2016 roku Zakład Budynków Miejskich wykonał remont kamienicy, który został wyróżniony I miejscem w kategorii Renowacja kamienic mieszkalnych w konkursie Inwestycja Roku 2016.

## Architektura
Jest to czterokondygnacyjny murowany budynek w stylu ekspresjonistycznym. Pierwsze piętro zdobi 10 wykuszy ułożonych w kształcie harmonijki.
Na elewacji widnieje odtworzony napis „Hansa Haus” gotykiem oraz płaskorzeźba, która przedstawia karawelę, co nawiązywało do sprzedaży produktów kolonialnych w budynku.
Budynek jest położony na terenie zabytkowego układu urbanistycznego wpisanego do rejestru zabytków.